# Xã Lismore, Quận Nobles, Minnesota
Xã Lismore (tiếng Anh: Lismore Township) là một xã thuộc quận Nobles, tiểu bang Minnesota, Hoa Kỳ. Năm 2010, dân số của xã này là 175 người.